# Pamela Green
Phyllis Pamela Green (Kingston upon Thames, Surrey, 28 de marzo de 1929 –  7 de mayo de 2010) fue una modelo y actriz británica, muy conocida en la década de los 50 y 60. Posó para Zoltán Glass y su hermano Stephen, Horace Roye, Jean Straker, Bill Brandt, Joan Craven, Bertram Park, George Pickow y John Everard.

## Biografía
Pamela Green creció en West Wickham y estudió en el Saint Martin's School of Art en el centro de Londres. Comenzó a posar para pagarse los estudios de arte y después fue modelo fotográfica porque pagaban más. También trabajó como bailarina y apareció en el Latin Quarter del Casino de Londres y el Folies Bergère de Bernard Delfont en el Hippodrome, Londres. Al principio de su carrera, cuando aún estaba en la universidad, Green fue fotografiada por Bill Brandt, Zoltán Glass y Angus McBean.
En 1954 Green comenzó a suministrar a las librerías y quioscos de prensa del Soho de Londres sus propios conjuntos de postales de fotografías de glamur. En 1955 Luxor Press publicó una monografía pictórica sobre Green con las fotografías de George Harrison Marks titulado Pamela.

## Carrera
Su creciente fama la llevó a establecer la empresa Kamera Publications Ltd con Harrison Marks. Con Green como directora general, produjeron varias revistas, siendo "Kamera" la más exitosa. Fue la primera revista de glamur en el Reino Unido, y anunció la industria de revistas de primer nivel en el país. Debido a su éxito, empezaron en la producción de películas de 8mm para el visionado doméstico.
Su primera aparición en el cine fue el thriller psicológico El fotógrafo del pánico (Peeping Tom ) de Michael Powell (1960). Green también apareció en la película nudista Naked as Nature Intended (1961), escrita y dirigida por Marks.
En 1961, la relación personal de Green con Marks acabó pero continuaron su relación profgesional. A mediados de los 60, Harrison Marks estaba cada vez más preocupado por hacer películas. Kamera dejó de publicarse en 1968. Siempre reconoció su deuda con Pamela Green y dijo en su biografía The Naked Truth, "Pam me preparó. Ella comenzó todo." En 1964 aparició en un episodio de This Week.
Green continuó haciendo de modelo con su entonces socio, el fotógrafo Douglas Webb. Se convirtió en asistente de imágenes de cámara de Webb y trabajó para las principales compañías cinematográficas de Londres. En 1992 escribió el prólogo del libro de  David McGillivray Doing Rude Things.

## Vida privada
En septiembre de 1951, Green se casó con el tramoyista Guy Hillier. Sin embargo, se separaron después de un mes y finalmente se divorciaron en 1965. De 1953 a 1961 vivió con George Harrison Marks y tomó su nombre. Su tercera pareja fue el fotógrafo Douglas Webb, con el que estuvo hasta el muerte de éste en diciembre de 1996. Al principio vivían en una villa victoriana en la Isla de Wight y en 1993 se mudaron a una casa adosada en Yarmouth, donde Green era miembro del Instituto de Mujeres de Yarmouth.

## Filmografía
| Año  | Título                            | Papel          | Refgerencias |
| ---- | --------------------------------- | -------------- | ------------ |
| 1960 | Peeping Tom                       | Milly          |              |
| 1961 | Naked as Nature Intended          | Pamela         |              |
| 1961 | The Day the Earth Caught Fire     | Shower steward | Uncredited   |
| 1961 | Badland Big'eads                  |                | Short        |
| 1963 | The Chimney Sweeps                | Maid           |              |
| 1967 | The Naked World of Harrison Marks | Herself        |              |
| 1968 | Otto und die nackte Welle         | Model          |              |
| 1975 | Legend of the Werewolf            | Anne-Marie     |              |

## Películas striptease Kamera Cine
- Art for Art’s Sake (1960) con Jean Spaul
- Witches Brew (1960) como Rita Landre
- Cover Girl (1960) (Sin acreditar)
- Xcitement (1961)
- Gypsy Fire (1961) como Sonmar Harriks
- The Window Dresser (1961)

## Obnras publicadas
- Naked as Nature Intended, The Epic Tale of a Nudist Picture. Suffolk & Watt, 2013,  ISBN 9780954598594.
- Pamela. Luxor Press,1956.